# Tony (Pferd)

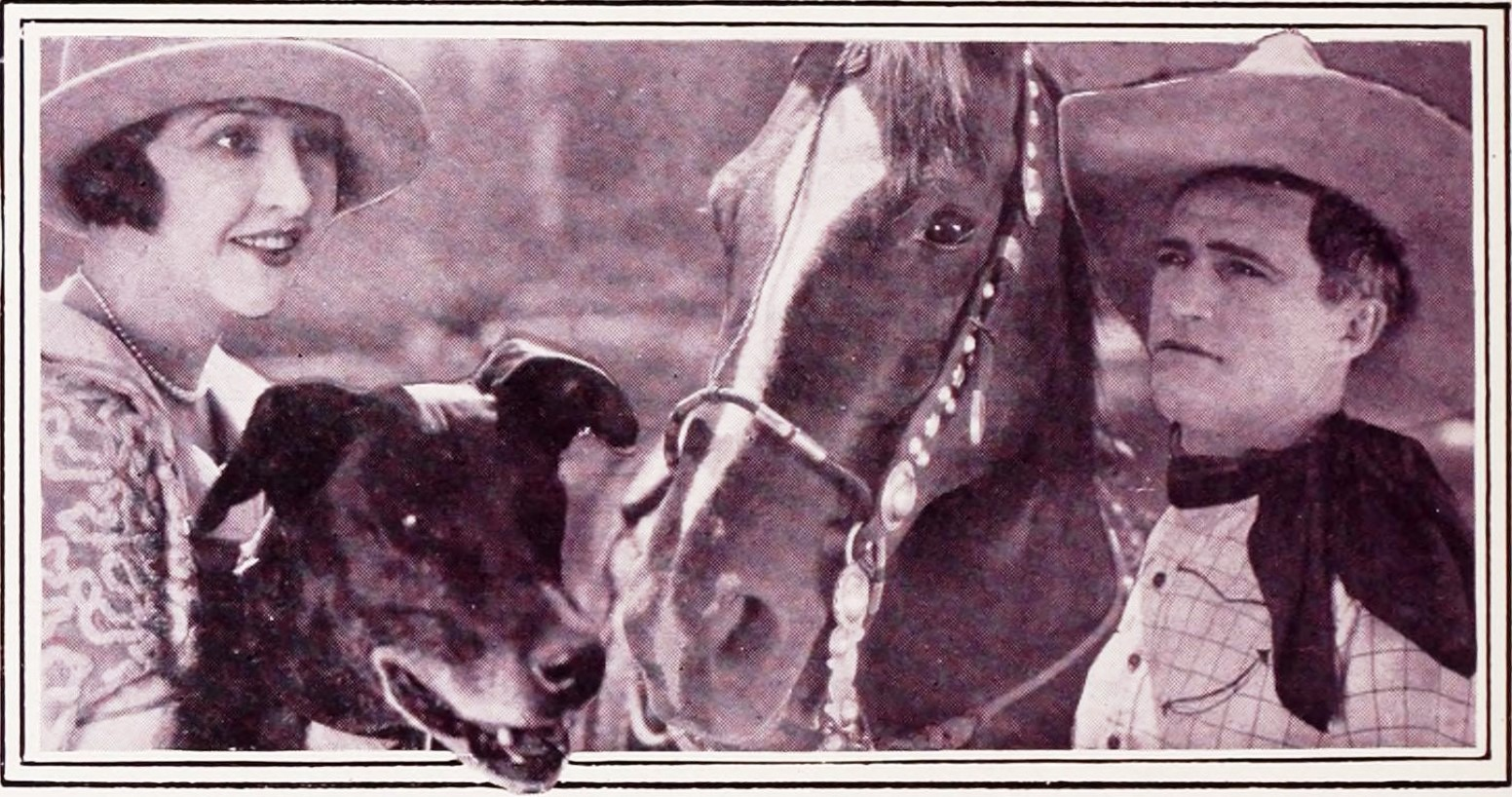
Lucy Fox, Duke, Tony, Tom Mix (1924)

Tony (vollständig Tony the Wonder Horse (* 1899 im Los Angeles County, Californien, Vereinigte Staaten; † 12. Oktober 1942 ebenda)) war ein Film- und Stuntpferd im Besitz von Tom Mix. Es wirkte in 34 Filmen mit.

## Leben
Tony wurde 1899 im Los Angeles County geboren. Sein erster Besitzer und Trainer war der damals bekannte Reiter und Trainer Pat Chrisman. 1917 erwarb Tom Mix für 600 $ das Pferd, nachdem sich sein bisheriges Filmpferd Old Blue verletzt hatte. Den ersten Filmeinsatz hatte Tony 1917 in The Heart of Texas Ryan; nach dem Tod von Old Blue wurde Tony Mix’ Hauptpferd. In der Zeit von 1917 bis 1932 wurde er in der Besetzung von 34 Filmen genannt. Als Werbung für die Filme bereiste er zusammen mit Mix mehr als 48 Staaten, darunter Mexiko, Kanada, außerdem etwa 25 europäische Großstädte. Zwischen den Dreharbeiten traten Tony und Mix auch im Sells Floto Circus auf. Tonys Repertoire an Stunts und Kunststücken war extrem umfangreich. Beispielsweise beherrschte er Entfesselungstricks, konnte Gatter und Türen öffnen, von Klippen springen, er sprang durch Glasfenster und arbeitete mit Feuer. Mix erklärte Reportern, dass er Tony einen neuen Trick nur einmal zeigen müsse, dann beherrsche er sie sein Leben lang.
Während des Drehs zu Der Mann ohne Furcht 1932 verletzte sich Tony am Sprunggelenk und wurde deswegen in den Ruhestand versetzt. Bis zu seinem Tod im Oktober 1942 verbrachte er seine Tage auf der Ranch von Mix in San Fernando Valley. 1940 hatte Tony noch einen Kurzauftritt im Film Rodeo Dough zusammen mit Roy Rogers’ Pferd Trigger. Sein Sohn Tony jr. übernahm seinen Platz als Mix’ Filmpferd.

## Filmografie (Auswahl)
- 1917: The Heart of Texas Ryan
- 1921: The Queen of Sheba
- 1922: Der Herr der Steppe (Just Tony)
- 1922: Höher als die Wolken (Sky High)
- 1923: Banditenrache (Three Jumps Ahead)
- 1923: Unter den Wölfen von Alaska (North of Hudson Bay)
- 1924: Oh! You Tony
- 1925: Der Rächer (Riders of the Purple Rage)
- 1925: Dick Turpin, der galante Bandit (Dick Turpin)
- 1925: Der schüchterne Don Juan (The Lucky Horseshoe)
- 1926: Räuber der Königsschlucht (The Great K & A Train Robbery)
- 1926: Cowboy und Zirkuskind (My Own Pal)
- 1926: Tony Runs Wild
- 1927: The Last Trail
- 1927: Das Geheimnis des Vulkans (Silver Valley)
- 1927: Der Arizona-Tiger (The Arizona Wildcat)
- 1928: Der Sohn des goldenen Westens (Son of the Golden West)
- 1928: König Cowboy (King Cowboy)
- 1928: Daredevil's Reward
- 1932: Tom rechnet ab (Destry Rides Again)
- 1932: Der Ritt ins Todestal (The Rider of Death Valley)
- 1932: Eine Minute vor Zwölf (The Fourth Horseman)

## Trivia

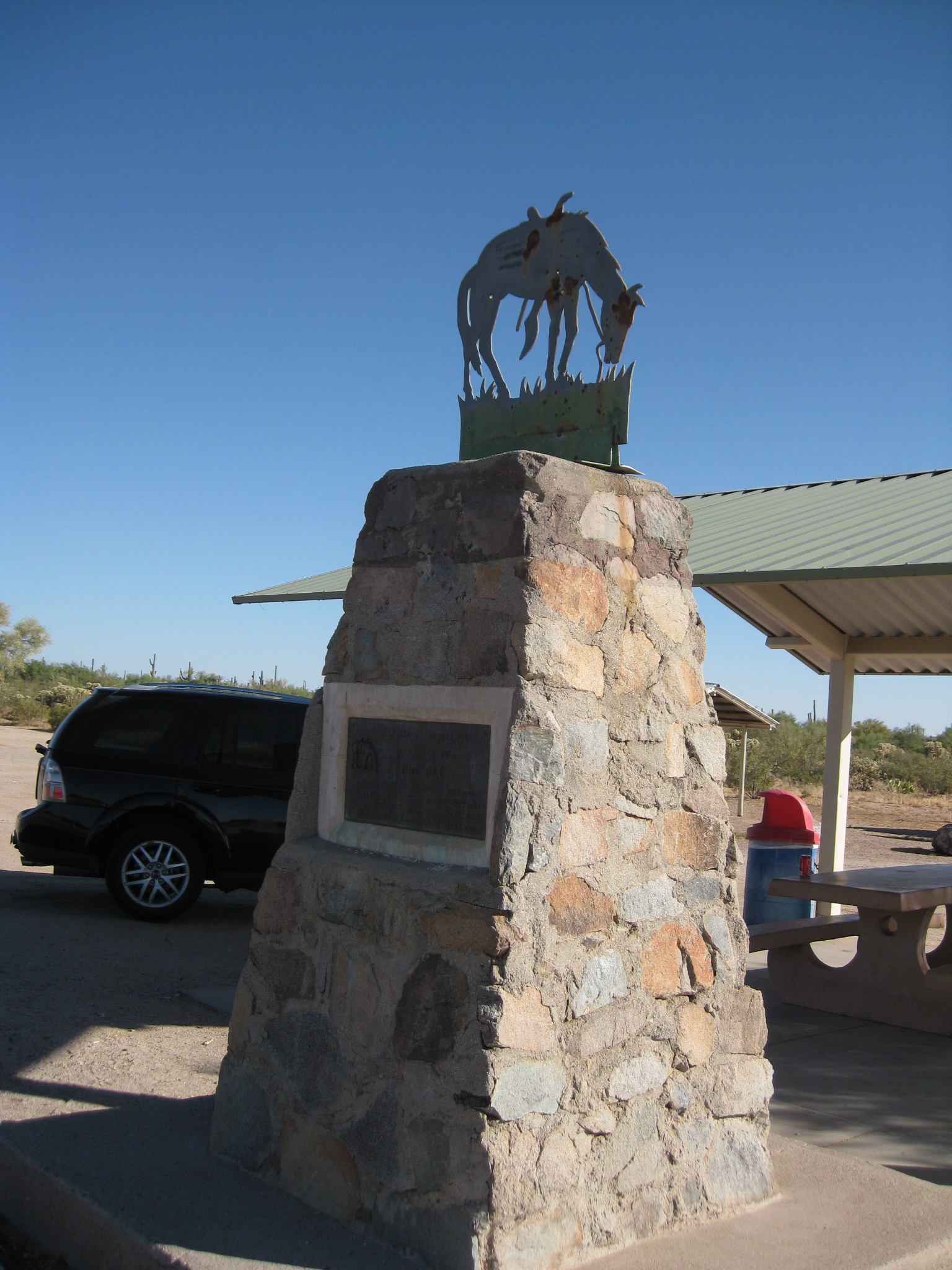
Gedenkstein für Tom Mix an der Unfallstelle mit Tony ohne Reiter

- Tony war das erste Pferd, das von einem amerikanischen  Präsidenten, nämlich Warren G. Harding, ins Weiße Haus eingeladen wurde.[1]
- Es war das erste Pferd, welches mit einem Flugzeug transportiert wurde[5]
- 12. Dezember 1927 wurden seine Hufabdrücken vor dem Grauman’s Chinese Theatre in Zement verewigt.
- Im Tom Mix Museum in Dewey, Oklahoma, steht eine lebensgroße Nachbildung von Tony.
- Drei Filme wurden nach Tony benannt: Just Tony, Oh! You Tony und Tony Runs Wild.
- Die New York Times veröffentlichte einen Nachruf auf Tony.[6]
- Am 12. Oktober 1940 starb Tom Mix bei einem Autounfall. An der Unfallstelle steht ein Gedenkstein mit dem reiterlosen Tony darauf.[7] Der Tony auf dem Gedenkstein wurde 1980 und 1989 gestohlen und nicht wieder aufgefunden.[8] Er wurde jedes Mal durch einen identischen ersetzt.

## Filmplakate

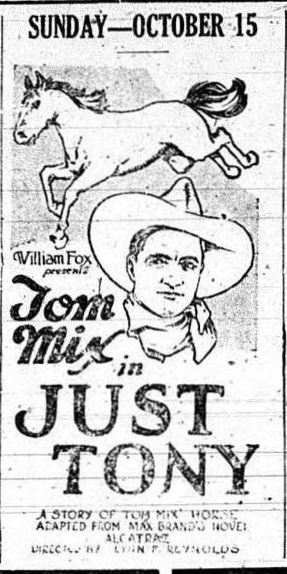
Just Tony (1922)
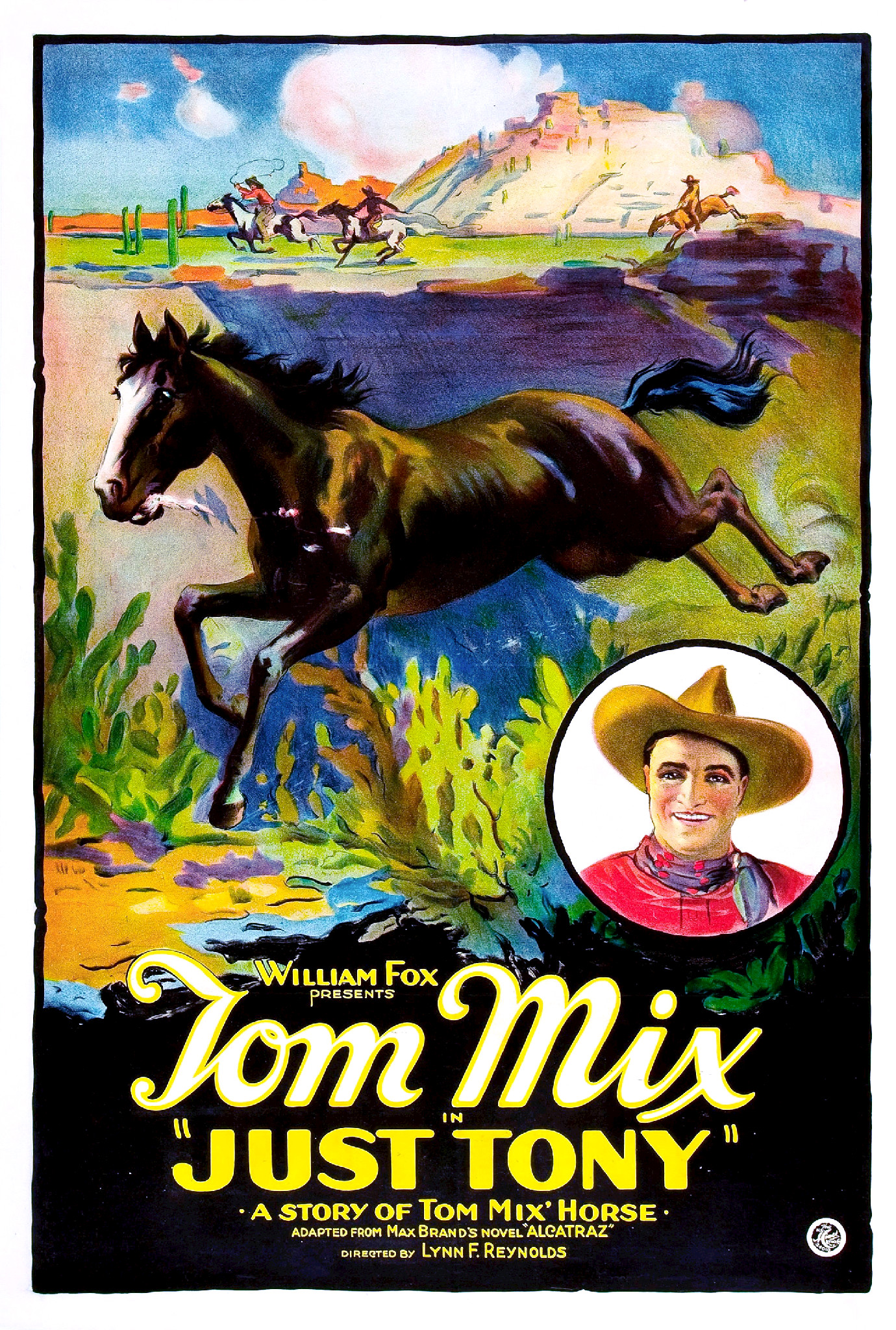
Just Tony (1922)
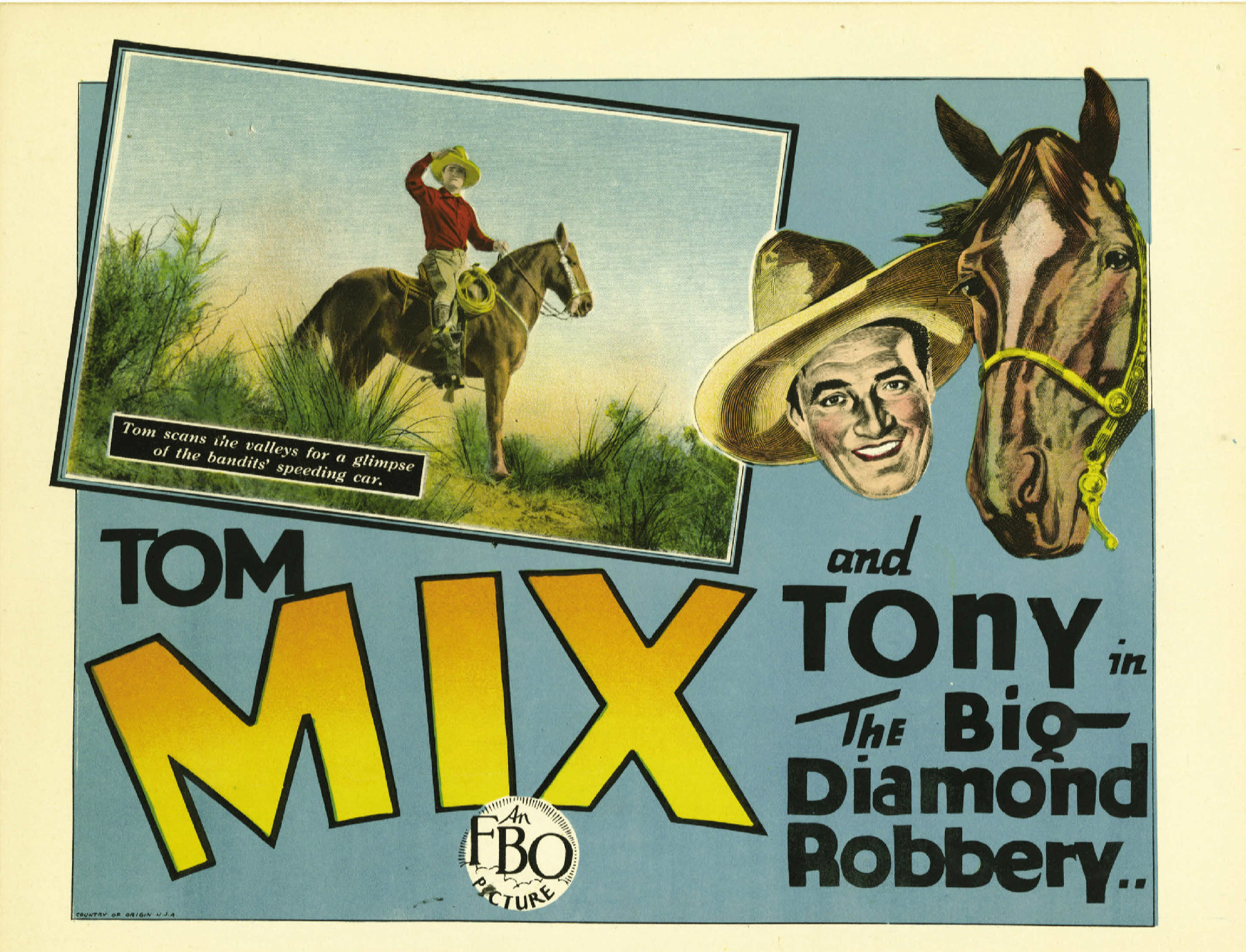
The Big Diamond Robbery (1929)
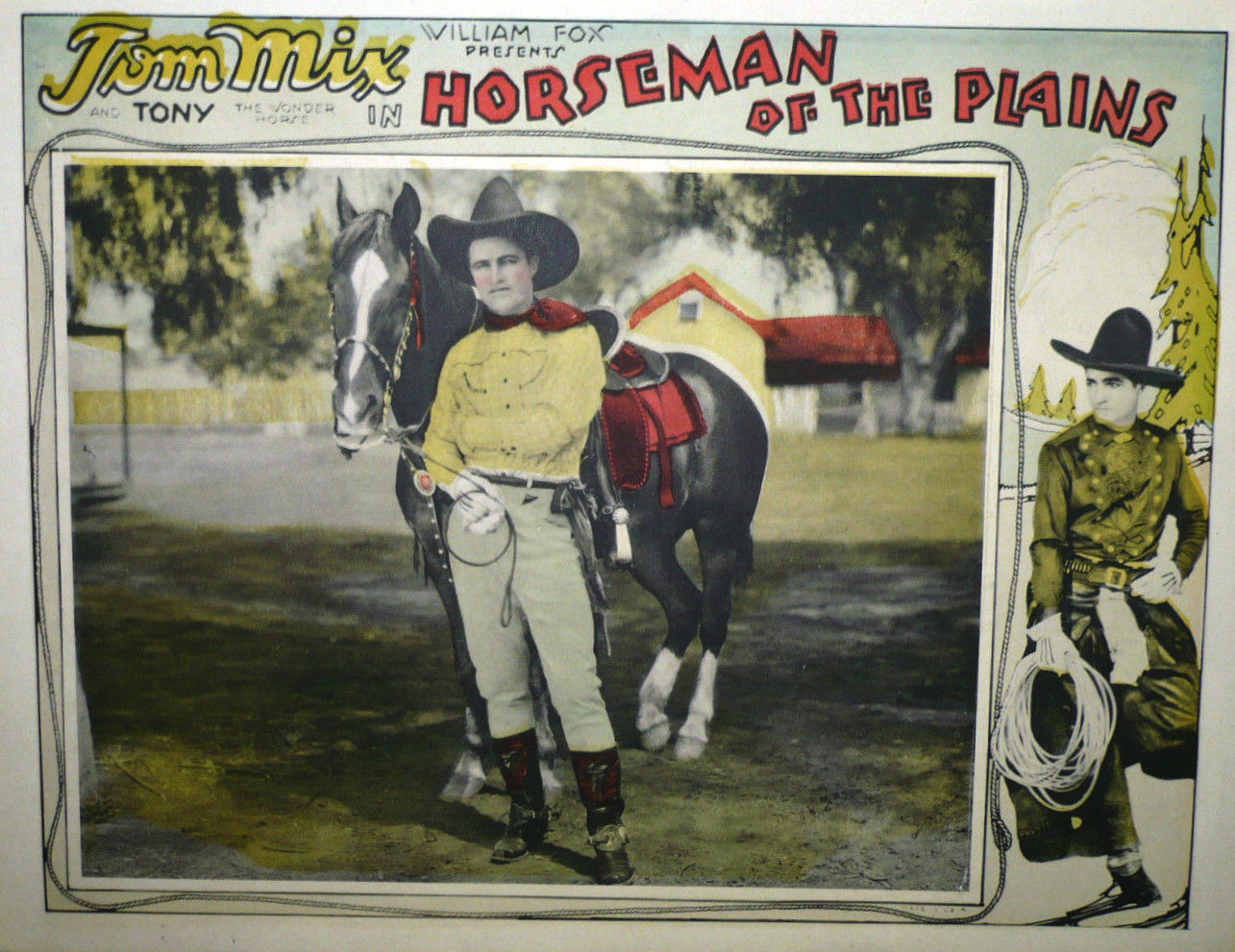
Horseman on the Plain (1928)
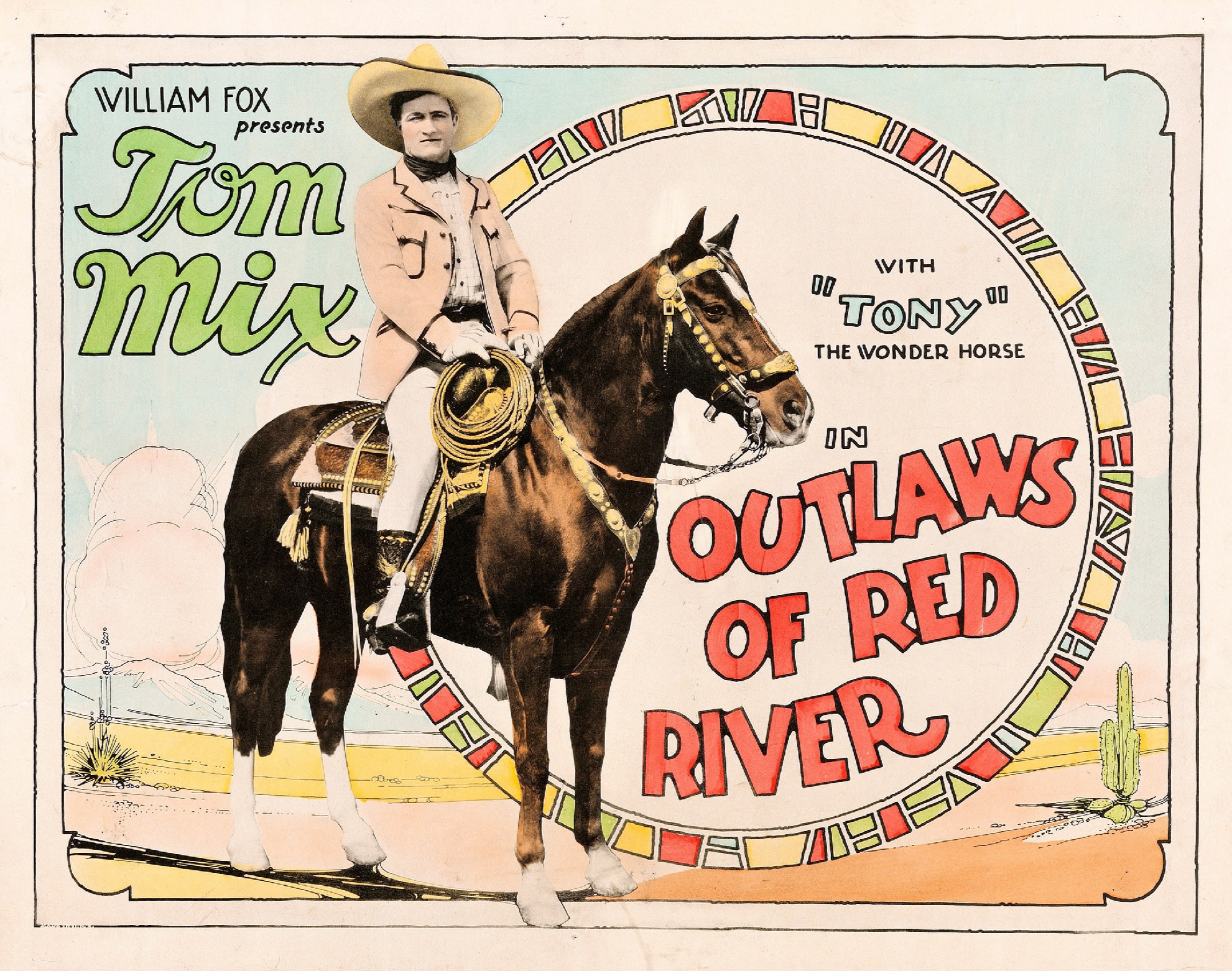
Outlaws of Red River (1927)
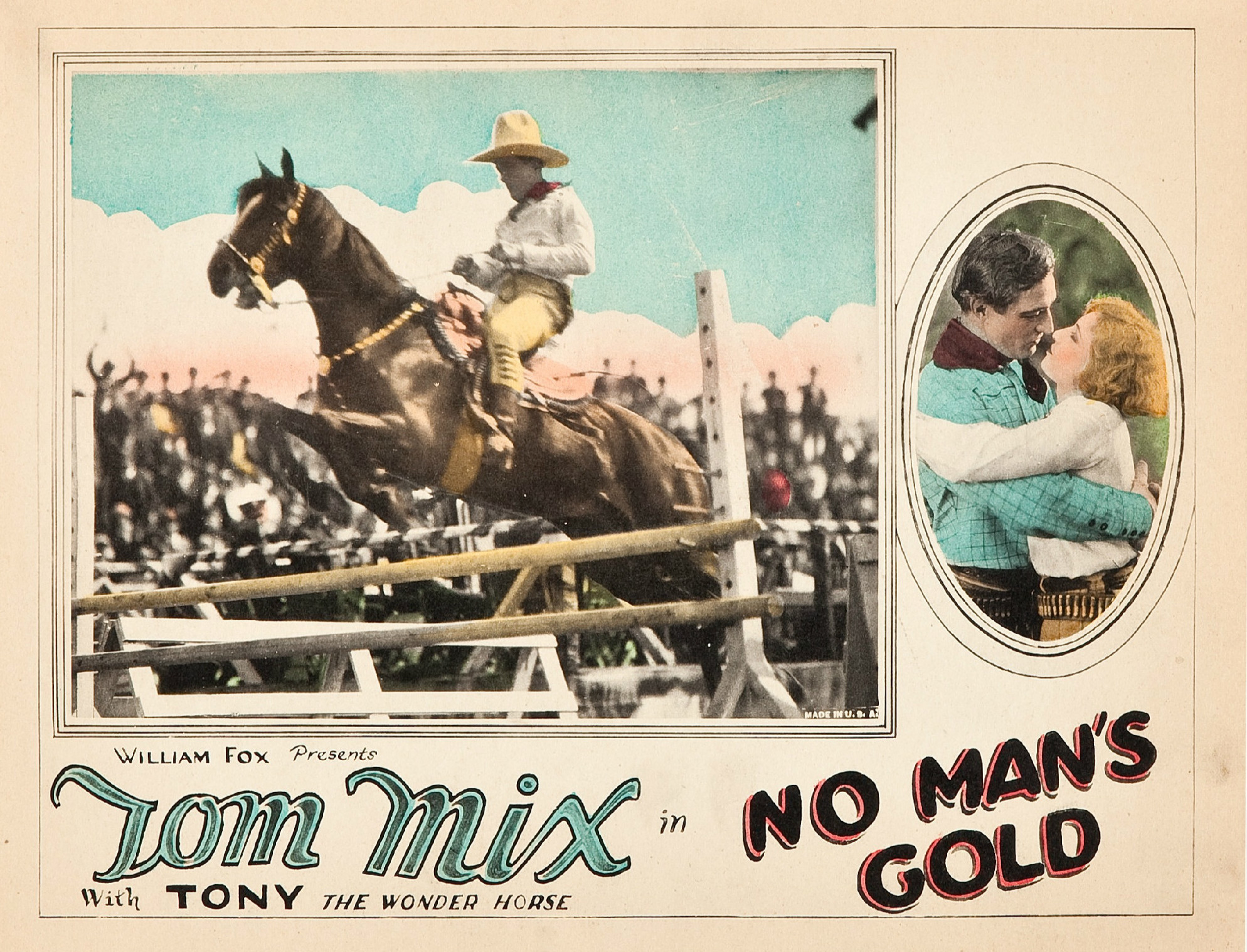
No Man’s Gold (1926)
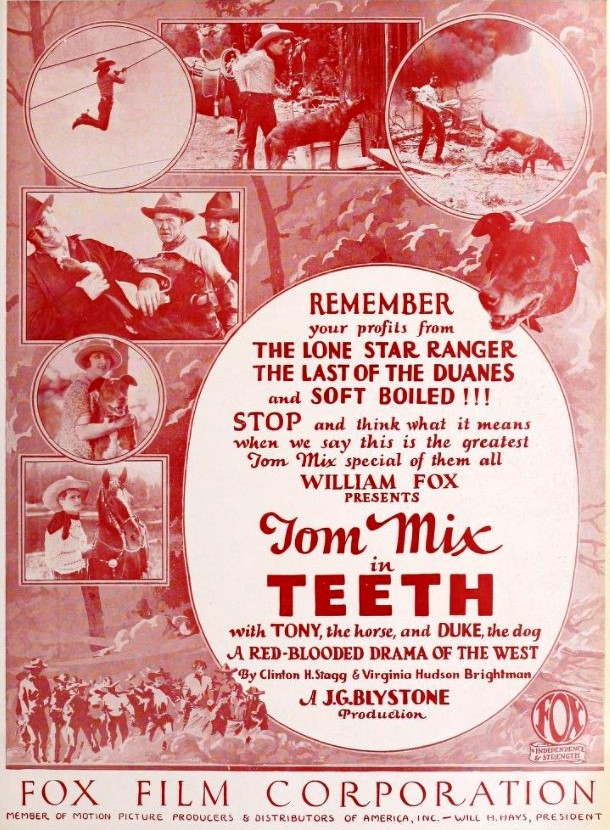
Teeth (1924)
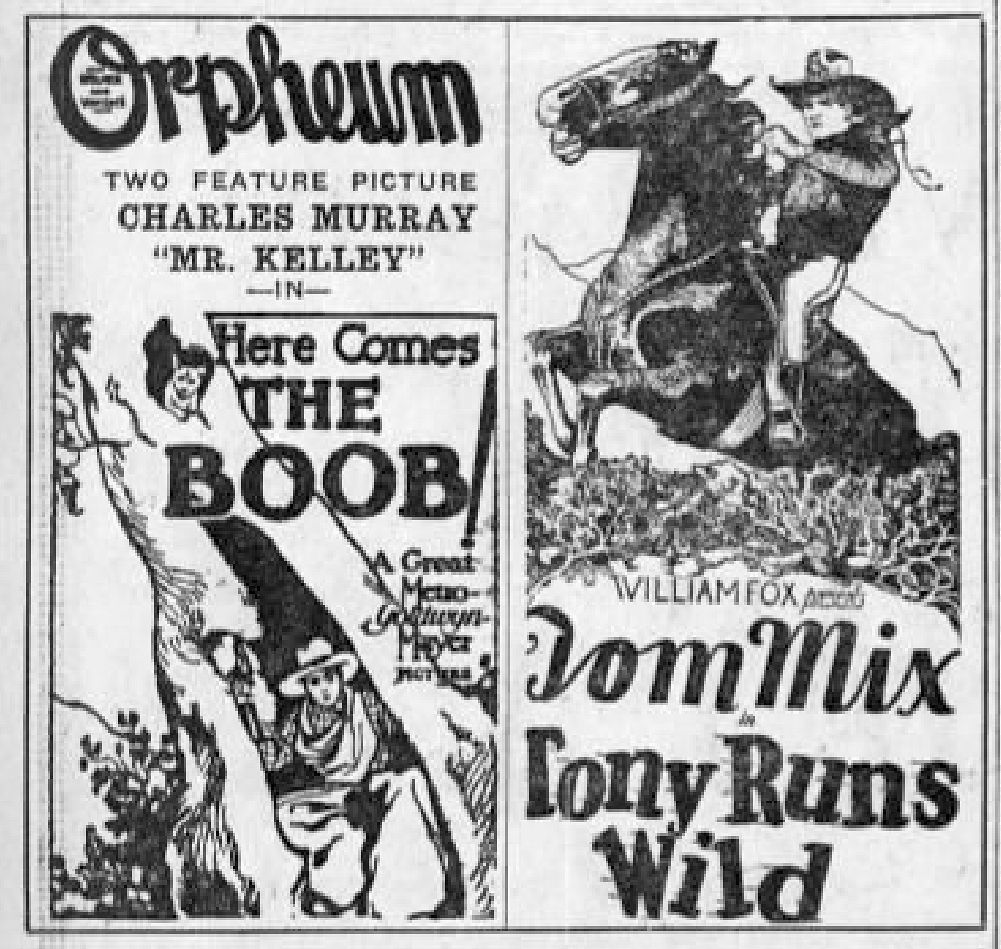
Tony runs wild (1926)